# Aurélie Filippetti
Aurélie Filippetti (tiếng Pháp: [o.ʁe.li fi.li.pɛ.ti]; sinh ngày 17 tháng 6 năm 1973) là một nhà chính trị và tiểu thuyết gia Pháp gốc Ý. Gia đình bà có gốc ở Gualdo Tadino, Umbria. Từ ngày 16 tháng 5 năm 2012, bà được chọn làm bộ trưởng bộ Văn hóa và Thông tin trong chính phủ của François Hollande.
Tiểu thuyết đầu tiên của bà Les derniers jours de la classe Ouvrière (Ngày cuối cùng của giai cấp công nhân), xuất bản bởi Stock năm 2003, đã được dịch ra nhiều thứ tiếng. Vào năm 2003, Filippetti viết kịch bản cho Fragments d'humanité. Bà là một đại biểu của Tổ chức Xanh Pháp đại diện cho Paris và làm cố vấn kỹ thuật cho bộ trưởng Bộ Môi trường Pháp, Yves Cochet, từ năm 2001 đến 2002.
Filippetti là dân biểu Quốc hội Pháp, đại diện cho tỉnh Moselle, và là một đảng viên Đảng xã hội Pháp.
Bà là cựu sinh viên trường  École normale supérieure de Fontenay–Saint-Cloud, bà đã nhận agrégation về văn học cổ điển.